# Bob-Weltcup 1985/86
Der Bob-Weltcup 1985/86 begann am 16. November 1985 auf der Kunsteisbahn im sauerländischen Winterberg und endete nach insgesamt 6 Weltcupwettbewerben am 16. Februar 1986 in Lake Placid.
Saisonhöhepunkte waren die Europameisterschaften im österreichischen Igls und die zum Saisonende stattfindenden Weltmeisterschaften im bayrischen Königssee auf der dortigen Kunsteisbahn.

## Einzelergebnisse der Weltcupsaison 1985/86

### Weltcupkalender
| #  | Datum                            | Land               | Ort               | Wettkampfstätte                      | Anmerkungen |
| -- | -------------------------------- | ------------------ | ----------------- | ------------------------------------ | ----------- |
| 1  | 16. November – 21. November 1985 | Deutschland        | Winterberg        | Veltins-Eisarena                     |             |
| 2  | 9. Dezember – 15. Dezember 1985  | Italien            | Cortina d’Ampezzo | Pista olimpica di bob                |             |
| 3  | 16. Dezember – 22. Dezember 1985 | Jugoslawien        | Sarajevo          | Olympia Bob- und Rodelbahn Trebević  |             |
| 4  | 6. Januar – 14. Januar 1986      | Italien            | Cervinia          | Bobbahn Breuil-Cervinia              |             |
| EM | 15. Januar – 26. Januar 1986     | Österreich         | Igls              | Olympia Eiskanal Igls                |             |
| 5  | 27. Januar – 2. Februar 1986     | Schweiz            | St. Moritz        | Olympia Bob Run St. Moritz–Celerina  |             |
| 6  | 3. Februar – 16. Februar 1986    | Vereinigte Staaten | Lake Placid       | Olympia-Bobbahn Mount Van Hoevenberg |             |
| WM | 18. Februar – 3. März 1986       | Deutschland        | Königssee         | Kunsteisbahn Königssee               |             |

### Weltcupergebnisse
| 1. Weltcup in Winterberg, 16. November 1985 – 21. November 1985 | 1. Weltcup in Winterberg, 16. November 1985 – 21. November 1985 | 1. Weltcup in Winterberg, 16. November 1985 – 21. November 1985 | 1. Weltcup in Winterberg, 16. November 1985 – 21. November 1985        | 1. Weltcup in Winterberg, 16. November 1985 – 21. November 1985 |
| --------------------------------------------------------------- | --------------------------------------------------------------- | --------------------------------------------------------------- | ---------------------------------------------------------------------- | --------------------------------------------------------------- |
| Disziplin                                                       | Erster Platz                                                    | Zweiter Platz                                                   | Dritter Platz                                                          |                                                                 |
| Zweierbob                                                       | Wolfgang Hoppe Dietmar Schauerhammer                            | Bernhard Lehmann Bogdan Musiol                                  | Erich Schärer André Kiser                                              |                                                                 |
| Viererbob                                                       | DDRDetlef Richter Bodo Ferl Dietmar Jerke Steffen Grummt        | SchweizHans Hiltebrand Meinrad Müller Ralf Ott Urs Leuthold     | DDRWolfgang Hoppe Roland Wetzig Dietmar Schauerhammer Andreas Kirchner |                                                                 |

| 2. Weltcup in Cortina d’Ampezzo, 9. Dezember 1985 – 15. Dezember 1985 | 2. Weltcup in Cortina d’Ampezzo, 9. Dezember 1985 – 15. Dezember 1985 | 2. Weltcup in Cortina d’Ampezzo, 9. Dezember 1985 – 15. Dezember 1985 | 2. Weltcup in Cortina d’Ampezzo, 9. Dezember 1985 – 15. Dezember 1985   | 2. Weltcup in Cortina d’Ampezzo, 9. Dezember 1985 – 15. Dezember 1985 |
| --------------------------------------------------------------------- | --------------------------------------------------------------------- | --------------------------------------------------------------------- | ----------------------------------------------------------------------- | --------------------------------------------------------------------- |
| Disziplin                                                             | Erster Platz                                                          | Zweiter Platz                                                         | Dritter Platz                                                           |                                                                       |
| Zweierbob                                                             | Nick Phipps Alan Cearns                                               | Māris Poikāns Ivars Bērzups                                           | Marco Bellodis Gianfranco Lazzer                                        |                                                                       |
| Viererbob                                                             | ÖsterreichWalter Delle Karth Thomas Wortz Robert Hertz Kurt Teigl     | ÖsterreichPeter Kienast Franz Siegl Christian Mark Gerhard Redl       | Vereinigtes KönigreichNick Phipps Keith Power Robert Thorne Alan Cearns |                                                                       |

| 3. Weltcup in Sarajevo, 16. Dezember 1985 – 22. Dezember 1985 | 3. Weltcup in Sarajevo, 16. Dezember 1985 – 22. Dezember 1985 | 3. Weltcup in Sarajevo, 16. Dezember 1985 – 22. Dezember 1985     | 3. Weltcup in Sarajevo, 16. Dezember 1985 – 22. Dezember 1985     | 3. Weltcup in Sarajevo, 16. Dezember 1985 – 22. Dezember 1985 |
| ------------------------------------------------------------- | ------------------------------------------------------------- | ----------------------------------------------------------------- | ----------------------------------------------------------------- | ------------------------------------------------------------- |
| Disziplin                                                     | Erster Platz                                                  | Zweiter Platz                                                     | Dritter Platz                                                     |                                                               |
| Zweierbob                                                     | Māris Poikāns Ivars Bērzups                                   | Wjatscheslaw Schawlew Alexander Makarenko                         | Ekkehard Fasser Kurt Meier                                        |                                                               |
| Viererbob                                                     | SchweizEkkehard Fasser Rolf Bossert Patrick Ruggle Kurt Meier | ÖsterreichWalter Delle Karth Thomas Wortz Robert Hertz Kurt Teigl | RumänienDorin Degan Gheorghe Lixandru Gildo Tudor Costel Petrariu |                                                               |

| 4. Weltcup in Cervinia, 6. Januar 1986 – 14. Januar 1986 | 4. Weltcup in Cervinia, 6. Januar 1986 – 14. Januar 1986      | 4. Weltcup in Cervinia, 6. Januar 1986 – 14. Januar 1986         | 4. Weltcup in Cervinia, 6. Januar 1986 – 14. Januar 1986        | 4. Weltcup in Cervinia, 6. Januar 1986 – 14. Januar 1986 |
| -------------------------------------------------------- | ------------------------------------------------------------- | ---------------------------------------------------------------- | --------------------------------------------------------------- | -------------------------------------------------------- |
| Disziplin                                                | Erster Platz                                                  | Zweiter Platz                                                    | Dritter Platz                                                   |                                                          |
| Zweierbob                                                | Wjatscheslaw Schawlew Juri Bukow                              | Ekkehard Fasser Kurt Meier                                       | Matt Roy Jim Herberich                                          |                                                          |
| Viererbob                                                | SchweizEkkehard Fasser Patrick Ruggle Rolf Bossert Kurt Meier | ItalienAlex Wolf Georg Beikircher Pasquale Gesuito Stefano Ticci | Vereinigte StaatenMatt Roy Scott Pladel Joe Brown Jim Herberich |                                                          |

| Europameisterschaften in Igls, 15. Januar 1986 – 26. Januar 1986 | Europameisterschaften in Igls, 15. Januar 1986 – 26. Januar 1986 | Europameisterschaften in Igls, 15. Januar 1986 – 26. Januar 1986 | Europameisterschaften in Igls, 15. Januar 1986 – 26. Januar 1986 | Europameisterschaften in Igls, 15. Januar 1986 – 26. Januar 1986 |
| ---------------------------------------------------------------- | ---------------------------------------------------------------- | ---------------------------------------------------------------- | ---------------------------------------------------------------- | ---------------------------------------------------------------- |
| Disziplin                                                        | Erster Platz                                                     | Zweiter Platz                                                    | Dritter Platz                                                    |                                                                  |
| Zweierbob                                                        | Wolfgang Hoppe Dietmar Schauerhammer                             | Bernhard Lehmann Bogdan Musiol                                   | Detlef Richter Steffen Grummt                                    |                                                                  |
| Viererbob                                                        | SchweizHans Hiltebrand Kurt Meier Erwin Fassbind André Kiser     | DDRBernhard Lehmann Matthias Trübner Ingo Voge Bogdan Musiol     | ÖsterreichPeter Kienast Franz Siegl Gerhard Redl Christian Mark  |                                                                  |

| 5. Weltcup in St. Moritz, 27. Januar 1986 – 2. Februar 1986 | 5. Weltcup in St. Moritz, 27. Januar 1986 – 2. Februar 1986 | 5. Weltcup in St. Moritz, 27. Januar 1986 – 2. Februar 1986        | 5. Weltcup in St. Moritz, 27. Januar 1986 – 2. Februar 1986       | 5. Weltcup in St. Moritz, 27. Januar 1986 – 2. Februar 1986 |
| ----------------------------------------------------------- | ----------------------------------------------------------- | ------------------------------------------------------------------ | ----------------------------------------------------------------- | ----------------------------------------------------------- |
| Disziplin                                                   | Erster Platz                                                | Zweiter Platz                                                      | Dritter Platz                                                     |                                                             |
| Zweierbob                                                   | Ralph Pichler Celeste Poltera                               | Bernhard Lehmann Bogdan Musiol                                     | Detlef Richter Steffen Grummt                                     |                                                             |
| Viererbob                                                   | SchweizErich Schärer Max Rüegg Erwin Fassbind André Kiser   | SchweizEkkehard Fasser Rolf Strittmatter Patrick Ruggle Kurt Meier | SchweizRalph Pichler Heinrich Notter Celeste Poltera Roland Berli |                                                             |

| 6. Weltcup in Lake Placid, 3. Februar 1986 – 16. Februar 1986 | 6. Weltcup in Lake Placid, 3. Februar 1986 – 16. Februar 1986 | 6. Weltcup in Lake Placid, 3. Februar 1986 – 16. Februar 1986   | 6. Weltcup in Lake Placid, 3. Februar 1986 – 16. Februar 1986     | 6. Weltcup in Lake Placid, 3. Februar 1986 – 16. Februar 1986 |
| ------------------------------------------------------------- | ------------------------------------------------------------- | --------------------------------------------------------------- | ----------------------------------------------------------------- | ------------------------------------------------------------- |
| Disziplin                                                     | Erster Platz                                                  | Zweiter Platz                                                   | Dritter Platz                                                     |                                                               |
| Zweierbob                                                     | Matt Roy Jim Herberich                                        | Ekkehart Fasser Rolf Strittmatter                               | Elmer Zahurak Gene Janecko                                        |                                                               |
| Viererbob                                                     | SchweizEkkehart Fasser Rolf Bossert Patrick Ruggle Kurt Meier | Vereinigte StaatenMatt Roy Joe Brown Scott Pladel Jim Herberich | ÖsterreichWalter Delle Karth Robert Hertz Thomas Wortz Kurt Teigl |                                                               |

| Weltmeisterschaften in Königssee, 18. Februar 1986 – 3. März 1986 | Weltmeisterschaften in Königssee, 18. Februar 1986 – 3. März 1986 | Weltmeisterschaften in Königssee, 18. Februar 1986 – 3. März 1986 | Weltmeisterschaften in Königssee, 18. Februar 1986 – 3. März 1986 | Weltmeisterschaften in Königssee, 18. Februar 1986 – 3. März 1986 |
| ----------------------------------------------------------------- | ----------------------------------------------------------------- | ----------------------------------------------------------------- | ----------------------------------------------------------------- | ----------------------------------------------------------------- |
| Disziplin                                                         | Erster Platz                                                      | Zweiter Platz                                                     | Dritter Platz                                                     |                                                                   |
| Zweierbob                                                         | Wolfgang Hoppe Dietmar Schauerhammer                              | Ralph Pichler Celeste Poltera                                     | Detlef Richter Steffen Grummt                                     |                                                                   |
| Viererbob                                                         | SchweizErich Schärer Kurt Meier Erwin Fassbind André Kiser        | ÖsterreichPeter Kienast Franz Siegl Gerhard Redl Christian Mark   | SchweizRalph Pichler Heinrich Notter Celeste Poltera Roland Berli |                                                                   |

## Weltcupstände

### Gesamtstand im Zweierbob der Männer
| Rang | Bobpilot              | Land                   | Punkte |
| ---- | --------------------- | ---------------------- | ------ |
| 1.   | Māris Poikāns         | Sowjetunion            | 81     |
| 2.   | Wjatscheslaw Schawlew | Sowjetunion            | 77     |
| 3.   | Ekkehard Fasser       | Schweiz                | 74     |
| 4.   | Matt Roy              | Vereinigte Staaten     | 68     |
| 5.   | Nick Phipps           | Vereinigtes Königreich | 67     |

### Gesamtstand im Viererbob der Männer
| Rang | Bobpilot           | Land                   | Punkte |
| ---- | ------------------ | ---------------------- | ------ |
| 1.   | Ekkehard Fasser    | Schweiz                | 92     |
| 2.   | Walter Delle Karth | Österreich             | 90     |
| 3.   | Matt Roy           | Vereinigte Staaten     | 79     |
| 4.   | Nick Phipps        | Vereinigtes Königreich | 76     |
| 5.   | Alex Wolf          | Italien                | 54     |
| 6.   | Māris Poikāns      | Sowjetunion            | 44     |

### Gesamtstand in der Kombination der Männer
| Rang | Bobpilot           | Land                   | Punkte |
| ---- | ------------------ | ---------------------- | ------ |
| 1.   | Ekkehard Fasser    | Schweiz                | 166    |
| 2.   | Matt Roy           | Vereinigte Staaten     | 147    |
| 3.   | Nick Phipps        | Vereinigtes Königreich | 143    |
| 4.   | Māris Poikāns      | Sowjetunion            | 125    |
| 5.   | Alex Wolf          | Italien                | 91     |
| 6.   | Walter Delle Karth | Österreich             | 90     |